# ساهاك بارباريان
ساهاك «هاك» بارباريان (بالأرمنية: Սահակ Պարպարյան؛ مواليد 4 سبتمبر 1988) هو مُقاتل فنون قتالية مختلطة أرميني.